# Булаковская волость
Булаковская волость — волость в составе Дмитровского и Сергиевского уездов Московской губернии. Существовала до 1922 года. Центром волости была деревня Булаково.

## История
Булаковская волость была образована в составе Дмитровского уезда в 1917 году. В её состав вошли селения Морозовской волости: Бартеньки, Батеевка, Булаково, Иконника, Иовлево, Коняево, Кресты, Медведки, Новленское, Харланиха, Шелковское и Шильцы.
По данным 1918 года в Булаковской волости было 9 сельсоветов: Бартеньинский, Бартеево-Медведковский, Булаковский, Иовлевский, Коняево-Иконниковский, Крестовский, Новленский, Харламовский, Щелковский.
13 октября 1919 года Булаковская волость была передана в Сергиевский уезд.
В 1922 Булаковская волость была объединена с Ботовской в новую Шараповскую волость.